# Cenogénesis
En biología evolutiva, la cenogénesis (del griego καινός - "reciente" + γένεσις - "génesis") es el proceso ontogenético que contradice la ley biogenética o teoría de la recapitulación de Ernst Haeckel según la cual, la ontogenia recapitula la filogenia. El término fue acuñado por el propio Haeckel para dar cuenta de aquellos rasgos embrionarios que no recapitulaban la filogenia de la especie en cuestión, sino que eran adaptaciones a la vida larvaria. La cenogénesis se opone a la palingénesis, la recapitulación integral de la filogénesis durante la ontogénesis. 
Otros autores, como Wilhelm His, interpretaron los casos de cenogénesis, no como adaptaciones a la vida larvaria, sino como estructuras precursoras de otros órganos.   

Ejemplos 
- La placenta de los mamíferos

Ubicación de la placenta.

Stephen Jay Gould en el glosario de su obra Ontogenia y filogenia: La ley fundamental de la biogenética: 
1) Según Haeckel, excepciones a la repetición de la filogenia en la ontogenia, producidas por heterocronía (desplazamiento temporal), heterotopía (desplazamiento espacial) o adaptación larvaria. 
2) Según De Beer, adaptaciones introducidas en estadios juveniles que no afectan al curso subsiguiente de la ontogenia. (El significado de Haeckel era mucho más amplio; la definición restringida de De Beer incluye sólo una de las categorías de Haeckel.)